# Kasannoin Kanesada
Kasannoin Kanesada (花山院 兼定, [かざんいん かねさだ] Erro: {{japonês}}: texto da transliteração contém caractere não latino (pos 1) (ajuda), 1338-1378 , também pronunciado Kazanin Kanesada). foi um nobre do Período Nanboku-chō da história do Japão.

## Vida
Kanesada foi o primeiro filho de Kasannoin Nagasada. Foi o décimo-primeiro líder do ramo Kasannoin, um sub-ramo do ramo Hokke do Clã Fujiwara. O Udaijin Michisada foi seu filho.

## Carreira
Kanesada fez parte do governo dos seguintes imperadores: Kōmyō (1341 - 1348), Sukō (1348 - 1351), Go-Kōgon (1352 - 1371) e Go-En'yū (1371 - 1378).
Kanesada passa a servir na Corte em 1341 durante o reinado do Imperador Kōmyō como Jijūni (camareiro), no Kurōdodokoro. Em 28 de janeiro de 1343 Kanesada foi nomeado Uchūjō (Comandante da ala direita) do Konoefu (Guarda do Palácio), e no ano seguinte concomitantemente passou a ser Kii kai (intendente da Província de Kii). Em 1348 Kanesada foi transferido para o posto de Sachūjō (Comandante da ala esquerda).
Em 1351, no final do governo do Imperador Sukō, quando seu pai Nagasada abandona os cargos políticos e se torna monge budista (shukke), Kanesada é nomeado Sangi.
Em 15 de abril  de 1354 no reinado do Imperador Go-Kōgon Kanesada é nomeado Gonchūnagon (Chūnagon provisório). Em 16 de abril de 1360 Kanesada é nomeado Gondainagon (Dainagon provisório). Em 19 de novembro de 1370 Kanesada é nomeado Konoe taishō (Comandante geral) do Konoefu e efetivado como Dainagon.
Em 27 de agosto de 1378, durante o governo do Imperador Go-En'yū, Kanesada abandona seus cargos públicos vindo a falecer em 30 de novembro deste ano.